# Ana Varela
Ana Catarina da Silva Varela (Almeirim, 16 de mayo de 1988) conocida artísticamente por Ana Varela, actriz, modelo, dobladora, presentadora de televisión portuguesa. Ha participado en la serie T2 para 3, que se inició en Internet y luego pasó a emitirse por el canal de TV RTP. Participó en la séptima temporada de la serie  Morangos com Açúcar, personificando a Isabel Faria. En 2011, participó también en la serie de la SIC A Família Mata, junto a Rita Blanco y José Pedro Gomes.

## Actuación

### Cine
- 2014: Mau Mau Maria (como Samantha)
- 2015: O Leão da Estrela (como Branca)
- 2016: O Amor é Lindo ... Porque Sim!

### Televisión
- 2008: Os Contemporâneos
- 2009: Ele é Ela (como una modelo)
- 2009: T2 para 3 (como Clara)
- 2009-10: Morangos com Açúcar [7ª Temporada] (como Isabel Faria)
- 2010: Velhos Amigos (como Bermaid)
- 2011: Família Mata (como Sara)
- 2011: Pai à Força (como Laura Ribeiro)[4]
- 2011: Noite de Paz (como Lúcia)
- 2013: Sinais de Vida (como Vanessa)
- 2013: Mundo ao Contrário (como Carla)
- 2014: Sol de Inverno (como Consultora de moda)
- 2014: Bem-Vindos a Beirais (como Luísa)
- 2014: Mal Salgado (como Marta)
- 2015: Coração d'Ouro (como Olívia)
- 2016: A Impostora (como Salomé Gaspar)
- 2017: Inspector Max [4ª Temporada] (como Inspectora Sofia)
- 2017-18: Jogo Duplo (como Diana Barbosa)
- 2018-19: Valor da Vida (como Enfermera Luísa)
- 2019: Amar Depois de Amar (como Sara Sousa)

### Publicidad
- (Danone)
- (Optimus)
- (Mimosa)
- (Millenium BCP)
- (Ikea)
- (Compal)
- (Azeite Gallo)
- (Custo Justo)
- (Pizza Hut)